# 北京人 (话剧)
《北京人》是剧作家曹禺的代表作之一，写于1940年，1941年10月在中华民国战时陪都重庆首演。
该剧本是三幕话剧，主要描写北平的世家曾家祖孙三代的家庭生活和代际冲突。
剧中的人物袁任敢是研究北京猿人的人类学学者，另一个人物“北京人”是其考古队的工人，因长得有点像北京猿人而得名。
1941年10月24日在重庆抗建礼堂首次公演，导演张骏祥。沈扬饰曾皓，江村饰曾文清，赵蕴如饰曾思懿，蒋韵丝饰曾文彩，耿震饰江泰，张瑞芳饰愫方，傅慧珍饰陈奶妈，张雁饰袁任敢，邓宛生饰袁圆。